# SYNDIG1L
SYNDIG1L (англ. Synapse differentiation inducing 1 like) – білок, який кодується однойменним геном, розташованим у людей на 14-й хромосомі. Довжина поліпептидного ланцюга білка становить 238 амінокислот, а молекулярна маса — 25 796.
| 10         |  | 20         |  | 30         |  | 40         |  | 50         |
| ---------- |  | ---------- |  | ---------- |  | ---------- |  | ---------- |
| MESLSELQNP |  | LLPRSPAHLH |  | GPYPYPETPP |  | SWSCQEKLYS |  | YLLGGAGPAG |
| AHQLLDPGSL |  | QLAVEAWYRP |  | SCLLGRDKVK |  | EPRAGSCETS |  | FTEDREPQEG |
| PPEQPTGPGQ |  | AAENVTIQTV |  | SYGVQEELRD |  | QEDDQEEEES |  | DATSTESESE |
| DNFLTLPPRD |  | HLGLTLFSML |  | CCFWPLGIAA |  | FYFSQGTSKA |  | ISKGDFRLAS |
| TTSRRALFLA |  | TLAIAVGAGL |  | YVAVVVALAA |  | YMSQNGHG   |  |            |

A: Аланін

C: Цистеїн

D: Аспарагінова кислота

E: Глутамінова кислота

F: Фенілаланін

G: Гліцин

H: Гістидин

I: Ізолейцин

K: Лізин

L: Лейцин

M: Метіонін

N: Аспарагін

P: Пролін

Q: Глутамін

R: Аргінін

S: Серин

T: Треонін

V: Валін

W: Триптофан

Локалізований у мембрані, апараті гольджі.